# 集义乡
集义乡，是中华人民共和国山西省太原市清徐县下辖的一个乡镇级行政单位。

## 行政区划
集义乡下辖以下地区：
集义村、小王村、王坊村、桃园堡村、史家社村、贾村堡村、东辽西村、良隆村、东楚王村、东贾村、温李青村、中辽西村、大常村、西贾村、姚家堡村、代李青村、邓桥村、杨李青村、西辽西村和靳村。